# Estádio do Dragão
Estádio do Dragão (svenska: Drakens arena) är en fotbollsarena i Porto, Portugal. Arenan rymmer 50 476 sittande åskådare och är hemmaarena för fotbollsklubben FC Porto. Arenan ersatte FC Portos gamla arena Estadio das Antas och användes i Europamästerskapet i fotboll 2004.
Arenan invigdes 16 november 2003 med en match mellan FC Porto och FC Barcelona som Porto vann med 2-0.
Det föreslogs bland annat att arenan skulle kallas Estádio Pinto da Costa efter FC Portos legendariske ordförande Jorge Nuno Pinto da Costa. Han förkastade dock förslaget och gav arenan namnet "Estádio do Dragão".